# DFA Records
Pour les articles homonymes, voir DFA.
DFA Records, communément appelé DFA, est un label de musique électronique américain fondé par Tim Goldsworthy,  le musicien James Murphy et le manager Jonathan Galkin en 2001.

## Histoire
James Murphy et Tim Goldsworthy se rencontrent à New-York pendant l'enregistrement de l'album Let's Get Killed de David Holmes sur lequel ils travaillent .

## Artistes
- Benoit & Sergio
- Black Dice
- Black Meteoric Star
- The Crystal Ark
- Dan Bodan
- Delia Gonzalez & Gavin Russom
- Factory Floor
- Free Energy
- Gavin Russom
- Guerilla Toss
- Hercules and Love Affair
- Holy Ghost!
- Hot Chip
- Joe Goddard
- The Juan Maclean
- Larry Gus
- LCD Soundsystem
- Liquid Liquid
- Marcus Marr
- Mock & Toof
- Nils Bech
- Panthers
- Peter Gordon and the Love of Life Orchestra
- Pixeltan
- Planningtorock
- Prinzhorn Dance School
- Pylon
- The Rapture
- Shit Robot
- Shocking Pinks
- Sinkane
- The 2 Bears
- Yacht
- Yura Yura Teikoku